# Джеррі Лоулер
Джеррі «Король» Ловлер (англ. Jerry «The King» Lawler; справжнє ім'я Джеррі О'Ніл Лоулер (англ. Jerry O'Neil Lawler); нар. 29 листопада 1949 — американський професійний реслер. Працює коментатором у WWE. Член Залу Слави WWE з 2007 року (введений Вільямом Шетнером).
На Wrestlemania XXVII відбувся перший поєдинок Джеррі на РеслМанії проти Майкла Коула. В тому матчі переміг Коул в результаті дискваліфікації. У матчі-реванші на Extreme Rules Лоулер в команді з Джимом Россом програв Коулу і Джеку Сваггеру. Але на Over The Limit Лоулер переміг Коула в матчі «Kiss My Foot». В цьому Джеррі допомагали діва WWE Ів Торрес, Джим Росс та Брет Гарт.

## Особисте життя
У Джеррі є три сини, один з яких Брайан Крістофер Ловлер також відомий як Grand Master Sexay. Він був колишнім реслером WWF. Також Брайан ставав командним чемпіоном WWF. Він був одружений з Стейсі Картер.